# Калашников, Михаил Степанович
Михаи́л Степа́нович Кала́шников (2 ноября 1912, Тойметсола, Царевококшайский уезд, Казанская губерния, Российская империя — 24 мая 1979, г. Йошкар-Ола, Марийская АССР, СССР) — советский марийский писатель, переводчик, критик, журналист, редактор, научный сотрудник, член Союза писателей СССР с 1935 года. Директор Марийского НИИ (1946—1951), заместитель министра культуры Марийской АССР (1958—1959). Участник Великой Отечественной войны. Член ВКП(б) с 1942 года.

## Биография
Родился 2 ноября 1912 года в д. Тойметсола ныне Моркинского района Республики Марий Эл в крестьянской семье. В 1928 году окончил Марийский педагогический техникум, в 1934 году — Ленинградский институт истории, философии и лингвистики.
Работал научным сотрудником, заведующим сектором МарНИИ, редактором массово-политической литературы в Марийском книжном издательстве, заведующим отделом редакции республиканской газеты «Марийская правда».
В 1937 году был репрессирован и осуждён. Единственный представитель марийской интеллигенции, которого в 1939 году освободили из ГУЛАГа. С 1940 года вновь работал научным сотрудником МарНИИ.
23 февраля 1942 года был призван в РККА. В годы Великой Отечественной войны сражался на фронте, был командиром роты автоматчиков в звании младшего лейтенанта, которая в короткое время стала образцовой по полку, выполняла сложные штурмовые задачи. В 1942 году был принят в ВКП(б). В ноябре 1944 года в звании гвардии капитана переведён ответственным секретарём редакции фронтовой газеты «За Родину», где собирал материалы даже под огнём противника. Участвовал в боях за освобождение Орла, сражался на Сандомирском плацдарме. Прошёл боевой путь от Москвы до Праги и Берлина, был дважды ранен, контужен. Награждён орденами Красной Звезды (1943, 1945), Отечественной войны II степени (1944) и боевыми медалями.
После войны, в 1946—1951 годах был директором МарНИИ, ответственным секретарём правления Марийской организации общества «Знание», сотрудником редакции республиканской газеты «Марий коммуна», в 1958—1959 годах — заместителем министра культуры Марийской АССР, в 1963—1964 годах — директором газетно-журнального издательства, редактором Марийского книжного издательства.

## Литературная и журналистская деятельность
Член Союза писателей СССР с 1935 года.
Литературой и журналистикой увлёкся во время учёбы в Марийском педагогическом техникуме, в основном занимался переводами с русского на марийский язык. В печати как корреспондент местных газет и журналов выступал с 1925 года, а с 1930 года писал критические статьи. В 1929—1932 годах в его переводе вышли из печати несколько брошюр на различные темы, а также книги детских рассказов советских писателей П. Замойского и П. Олейникова. Публиковал в периодической печати литературно-критические статьи о литературе, театре и искусстве. Его статьи также печатались в центральных изданиях: в журналах «Советское искусство», «Советская музыка», «Театр», «Библиотекарь», в газетах «Горьковская коммуна», «Ленинская смена» и др.
В годы Великой Отечественной войны публиковал в марийской печати очерки и зарисовки о воинах-земляках. Впоследствии лучшие из них вышли отдельной книгой фронтовой публицистики «Три советских богатыря», изданной к 40-летию Красной Армии (1958).
Перевёл на родной язык произведения А. Пушкина, В. Короленко, М. Горького, Н. Островского и других классиков русской литературы. Некоторые из своих материалов в 1930-е годы подписывал псевдонимом Кожер Микал.
За активное участие в культурном строительстве в 1951 году награждён орденом «Знак Почёта».

## Основные произведения и статьи
Далее представлен список основных произведений и статей М. Калашникова на марийском и русском языках:
- Марийский театр // 15 лет социалистического строительства МАО. —Йошкар-Ола, 1936. — С. 176—182.
- М. Шкетан лӱмеш Марий Государственный драматический театрын 30 ий жапысе творческий корныжо // Марий альманах. 1949. № 25. — С. 114—159.
- Три советских богатыря: цикл из фронтовой публицистики. — Йошкар-Ола, 1958. — 48 с.

## Звания и награды
- Орден Красной Звезды (06.10.1943; 06.04.1945)[6][7]
- Орден Отечественной войны II степени (06.04.1944)[8]
- Орден «Знак Почёта» (1951)[2]
- Медаль «За отвагу» (21.10.1942)[9]
- Медаль «За освобождение Праги» (09.06.1945)[10]
- Медаль «За взятие Берлина» (09.06.1945)
- Медаль «За победу над Германией в Великой Отечественной войне 1941—1945 гг.» (09.05.1945)[11]
- Юбилейная медаль «Двадцать лет Победы в Великой Отечественной войне 1941—1945 гг.»
- Юбилейная медаль «Тридцать лет Победы в Великой Отечественной войне 1941—1945 гг.»
- Медаль «За доблестный труд. В ознаменование 100-летия со дня рождения Владимира Ильича Ленина» (1970)